# Milan Bufon
Milan Bufon, slovenski geograf, * 28. maj 1959, Trst.
Bufon je redni profesor na Fakulteti za humanistične študije ter znanstveni svetnik na Znanstveno-raziskovalnem središču Univerze na Primorskem. Bufon je politični geograf in raziskuje problematiko obmejnih območij ter manjšin, še posebej pa vprašanja etničnih skupin severnega Jadrana, med njimi slovenske narodne skupnosti v Italiji, iz katere izhaja. Bufon je znanstveno analiziral prostorske učinke vstopa Slovenije v EU in schengensko območje ter izsledke objavil v več publikacijah, njegovo pomembno delo je tudi učbenik Osnove politične geografije (COBISS). 
Leta 2018 je izdal knjigo Meje in obmejne skupnosti na Slovenskem.